# Zborowskie (Silésie)
Pour les articles homonymes, voir Zborowskie.
Zborowskie est une localité polonaise de la gmina de Ciasna, située dans le powiat de Lubliniec en voïvodie de Silésie.